# Ginglymodi
Die Ginglymodi sind ein Taxon (eine systematische Gruppe) urtümlicher Knochenfische, das seit der mittleren Trias in der Fossilüberlieferung nachzuweisen ist und mit den sieben Arten der Knochenhechte bis heute überlebt hat. Zu den Ginglymodi gehören alle Taxa, die näher mit Lepisosteus verwandt sind als mit Dapedium, Amia oder Pholidophorus.

## Merkmale
Die Ginglymodi sind Neuflosser (Neopterygii), die u. a. durch folgende charakteristische Merkmale diagnostiziert werden können:
Das Exoccipitale, ein Knochen an der Schädelbasis, ist nach vorn erweitert und umschließt den Nervus vagus. Das Prämaxillare hat einen nasalen Auswuchs. Das Suboperculare ist gut entwickelt und hat einen sich verjüngenden dorsalen Auswuchs. Die Breite des Suboperculare beträgt weniger als die Hälfte der Breite des Operculare (beides Knochen des Kiemendeckels). Eine knöcherne Kehlplatte (Gulare) zwischen den beiden Ästen des Unterkiefers fehlt. Das Quadratojugale ist schienenartig. Das Nasale (Nasenbein) ist lang und schmal. Die Augen umschließt ein geschlossener Ring aus kleinen Knochen (Circumorbitalring). Die Supraorbitalia (Circumorbitalknochen dorsal vom Auge) sind groß. Zahlreiche Supraorbitalknochen stehen in einer Reihe und reichen bis vor die Orbita. Das Supracleithrum, ein Deckknochen des Schultergürtels, artikulierte über konkave Gelenkfläche mit dem Hinterschläfenknochen (Posttemporale). Eine Reihe von Zähnchen liegt auf dem Grates zwischen den Kiemen und den Seitenflächen des Cleithrum. Am Oberrand der Schwanzflosse findet sich ein schuppenartiger Flossenstrahl.

## Systematik

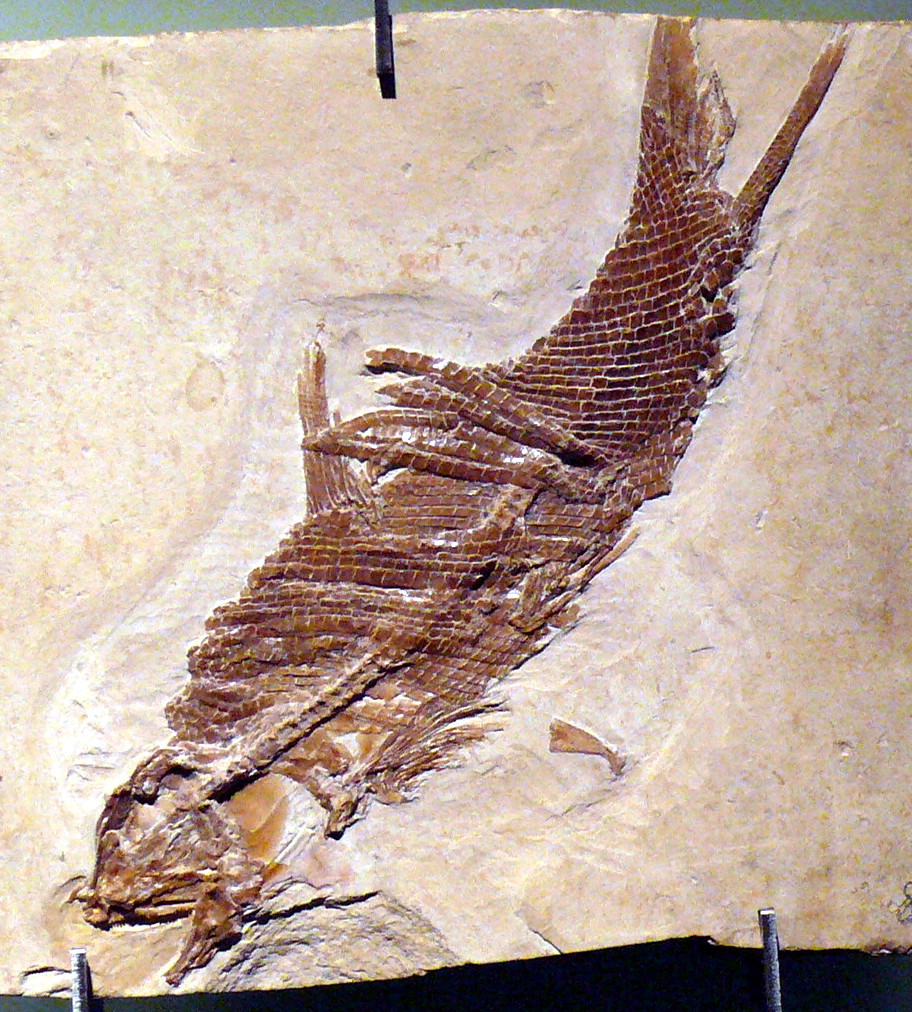
Fossil von Ophiopsis procera im Museum für Naturkunde Berlin

Die Ginglymodi bestehen aus zwei Hauptkladen, die Knochenhechtartigen (Lepisosteiformes) und die ausgestorbenen Semionotiformes. Daneben gibt es zwei ausgestorbene Gattungen, die keiner der beiden Kladen zugeordnet werden können (incertae sedis), Neosemionotus und Kyphosichthys.
| Lepisosteoidea          | \| \| Knochenhechte (Lepisosteidae) \| \| \| \| \| \| Obaichthyidae † \| \| \| \| |
|                         | \| \| Knochenhechte (Lepisosteidae) \| \| \| \| \| \| Obaichthyidae † \| \| \| \| |
|                         | Pliodetes †                                                                       |
|                         |                                                                                   |
|                         | Araripelepidotes †                                                                |
| Vorlage:Klade/Wartung/3 |                                                                                   |
|                         | Knochenhechte (Lepisosteidae)                                                     |
|                         |                                                                                   |
|                         | Obaichthyidae †                                                                   |
|                         |                                                                                   |

|  | Knochenhechte (Lepisosteidae) |
|  |                               |
|  | Obaichthyidae †               |
|  |                               |

| Lepisosteoidea          | \| \| Knochenhechte (Lepisosteidae) \| \| \| \| \| \| Obaichthyidae † \| \| \| \| |
|                         | \| \| Knochenhechte (Lepisosteidae) \| \| \| \| \| \| Obaichthyidae † \| \| \| \| |
|                         | Pliodetes †                                                                       |
|                         |                                                                                   |
|                         | Araripelepidotes †                                                                |
| Vorlage:Klade/Wartung/3 |                                                                                   |
|                         | Knochenhechte (Lepisosteidae)                                                     |
|                         |                                                                                   |
|                         | Obaichthyidae †                                                                   |
|                         |                                                                                   |

|  | Knochenhechte (Lepisosteidae) |
|  |                               |
|  | Obaichthyidae †               |
|  |                               |

|                         | Callipurbeckiidae † |
|                         |                     |
|                         | Macrosemiidae †     |
|                         |                     |
|                         | Semionotidae †      |
| Vorlage:Klade/Wartung/3 |                     |

| Lepisosteoidea          | \| \| Knochenhechte (Lepisosteidae) \| \| \| \| \| \| Obaichthyidae † \| \| \| \| |
|                         | \| \| Knochenhechte (Lepisosteidae) \| \| \| \| \| \| Obaichthyidae † \| \| \| \| |
|                         | Pliodetes †                                                                       |
|                         |                                                                                   |
|                         | Araripelepidotes †                                                                |
| Vorlage:Klade/Wartung/3 |                                                                                   |
|                         | Knochenhechte (Lepisosteidae)                                                     |
|                         |                                                                                   |
|                         | Obaichthyidae †                                                                   |
|                         |                                                                                   |

|  | Knochenhechte (Lepisosteidae) |
|  |                               |
|  | Obaichthyidae †               |
|  |                               |

| Lepisosteoidea          | \| \| Knochenhechte (Lepisosteidae) \| \| \| \| \| \| Obaichthyidae † \| \| \| \| |
|                         | \| \| Knochenhechte (Lepisosteidae) \| \| \| \| \| \| Obaichthyidae † \| \| \| \| |
|                         | Pliodetes †                                                                       |
|                         |                                                                                   |
|                         | Araripelepidotes †                                                                |
| Vorlage:Klade/Wartung/3 |                                                                                   |
|                         | Knochenhechte (Lepisosteidae)                                                     |
|                         |                                                                                   |
|                         | Obaichthyidae †                                                                   |
|                         |                                                                                   |

|  | Knochenhechte (Lepisosteidae) |
|  |                               |
|  | Obaichthyidae †               |
|  |                               |

|                         | Callipurbeckiidae † |
|                         |                     |
|                         | Macrosemiidae †     |
|                         |                     |
|                         | Semionotidae †      |
| Vorlage:Klade/Wartung/3 |                     |